# 파워업 (비디오 게임 용어)
파워업(power-up)은 비디오 게임에서 게임 메커니즘으로 플레이어 캐릭터에게 일시적인 혜택이나 추가 능력을 추가하는 물체이다. 이는 플레이어가 선택한 시간에 사용할 수 있는 영구적인 혜택이 있을 수도 있고 없을 수도 있는 아이템과는 대조적이다. 터치를 통해 직접 수집하는 경우가 많지만 버블 보블에서 'EXTEND'라는 단어의 플로팅 문자와 같이 여러 관련 항목을 수집해야만 파워업을 얻을 수 있는 경우도 있다. 대중 문화에 들어온 파워업의 잘 알려진 예로는 팩맨의 파워 펠릿(최초의 파워업으로 간주됨)과 UGO 네트웍스의 톱 11 비디오 게임에서 1위를 차지한 슈퍼 마리오 브라더스의 슈퍼 머시룸(Super Mushroom)이 있다.
파워업을 부여하는 아이템은 일반적으로 게임 세계에 미리 배치되어 있고, 무작위로 생성되며, 패배한 적이 떨어뜨리거나, 열리거나 부서진 컨테이너에서 주워진다. 롤 플레잉 비디오 게임과 같은 다른 게임의 항목과 구별할 수 있다. 즉각 적용된다는 점, 게임 세계에 꼭 들어맞지 않는 디자인(종종 디자인에 새겨진 문자나 기호 사용), 특정 장르의 게임에서 발견된다. 파워업은 주로 미로 게임, 런 앤 건, 슈팅 업, 1인칭 슈팅 게임, 플랫폼 게임과 같은 액션 지향 게임에서 찾아볼 수 있다.